# 서울동의초등학교
서울동의초등학교는 대한민국 서울특별시 광진구에 있는 공립 초등학교이다.

## 학교 연혁
- 1987년 10월 26일: 개교
- 1996년 3월 1일: 서울동의초등학교로 교명 개칭

## 참고 자료
- 서울동의초등학교 - 한국교육학술정보원 학교알리미